# Araneus trifolium
Araneus trifolium là một loài nhện trong họ Araneidae.